# قاي بيكون
قاي بيكون هو سياسي كندي، ولد في فبراير 1936 في تروا ريفيير في كندا، وتوفي في 24 ديسمبر 2018 في مونتيريجي في كندا. نشط حزبياً في حزب كيبيك الليبرالي. وقد انتخب عضو الجمعية الوطنية في كيبك ‏.